# エミリー・ナフタル
エミリー・ナフタル（英語: Emily Naphtal, 1989年4月15日 - ）は、アメリカ合衆国イリノイ州出身、メキシコの女性フィギュアスケート選手(女子シングル)。
2006年、2007年四大陸フィギュアスケート選手権メキシコ代表。

## 経歴
1989年、アメリカ合衆国イリノイ州スコーキー生まれ。幼少時にはスケートを始める。
スケートクラブボストン(The Skating Club of Boston)に所属し、2002年までは全米選手権予選に出場。メキシコで2003年のISUジュニアグランプリが開催されるにあたり、SCボストンのメンバーのままメキシコ市協会の所属としてメキシコ代表で出場。以降2007年までメキシコ所属で国際競技会に出場した。
国際競技会では主にジュニアクラスが活動の場だったが、2006年と2007年には四大陸フィギュアスケート選手権にも出場しフリープログラムまで進んでいる。
2007年ニース杯シニアクラス出場を最後に国際舞台から遠ざかった。

## 主な戦績
| 大会/年              | 2003-04 | 2004-05 | 2005-06 | 2006-07 | 2007-08 |
| -------------------- | ------- | ------- | ------- | ------- | ------- |
| 四大陸選手権         |         |         | 20      | 18      |         |
| ニース杯             |         |         |         |         | 13      |
| 世界Jr.選手権        |         | 40      | 27      | 21 QR   |         |
| JGP台湾杯            |         |         |         | 11      |         |
| JGPブダペスト        |         |         |         | 15      |         |
| JGPSBC杯             |         |         | 18      |         |         |
| JGPハルギタ杯        |         | 19      |         |         |         |
| JGP B.シュベルター杯 |         | 33      |         |         |         |
| JGPスケートブレッド  | 24      |         |         |         |         |
| JGPメキシコ杯        | 14      |         |         |         |         |

- J - ジュニアクラス
- QR - 予選落ち

### 詳細
| 2007-2008 シーズン    |                          |          |          |          |
| 開催日                | 大会名                   | SP       | FS       | 結果     |
| 2007年10月19日 - 21日 | 2007年ニース杯（ニース） | 14 26.57 | 12 53.08 | 13 79.65 |

| 2006-2007 シーズン     |                                                              |          |          |          |
| 開催日                 | 大会名                                                       | SP       | FS       | 結果     |
| 2007年2月5日 - 11日    | 2007年四大陸フィギュアスケート選手権（コロラドスプリングス） | 21 31.66 | 17 64.60 | 18 96.26 |
| 2006年10月12日 - 15日  | ISUジュニアグランプリ 台湾杯（台北）                         | 16 30.57 | 8 58.44  | 11 89.01 |
| 2006年8月31日 - 9月3日 | ISUジュニアグランプリ ブダペスト（ブダペスト）               | 14 30.35 | 16 51.42 | 15 81.77 |

| 2005-2006 シーズン  |                                                              |          |          |          |          |
| 開催日              | 大会名                                                       | 予選     | SP       | FS       | 結果     |
| 2006年3月6日-12日   | 2006年世界ジュニアフィギュアスケート選手権（リュブリャナ）   | 21 46.38 | -        | -        | -        |
| 2006年1月23日-28日  | 2006年四大陸フィギュアスケート選手権（コロラドスプリングス） | -        | 18 30.74 | 21 51.81 | 20 82.55 |
| 2005年10月20日-23日 | ISUジュニアグランプリ SBC杯（岡谷）                          | -        | 18 30.02 | 17 52.48 | 18 82.50 |

| 2004-2005 シーズン     |                                                                |          |          |          |
| 開催日                 | 大会名                                                         | SP       | FS       | 結果     |
| 2005年2月28日 - 3月6日 | 2005年世界ジュニアフィギュアスケート選手権（キッチナー）       | 27 31.13 | -        | 27       |
| 2004年10月14日 - 17日  | ISUジュニアグランプリ ハルギタ杯（ミエルクレア＝チュク）       | 18 29.50 | 20 48.45 | 19 77.95 |
| 2004年10月7日 - 10日   | ISUジュニアグランプリ ブラオエン・シュベルター杯（ケムニッツ） | 37 22.20 | 32 43.92 | 33 66.12 |

| 2003-2004 シーズン   |                                                      |      |    |    |      |
| 開催日               | 大会名                                               | 予選 | SP | FS | 結果 |
| 2004年2月29日-3月7日 | 2004年世界ジュニアフィギュアスケート選手権（ハーグ） | 20   | -  | -  | 40   |
| 2003年10月9日-12日   | ISUジュニアグランプリ スケートブレッド（ブレッド）   | -    | 21 | 24 | 24   |
| 2003年9月25日-28日   | ISUジュニアグランプリ メキシコ杯（メキシコシティ）   | -    | 13 | 14 | 14   |